# Abalos Undae
Abalos Undae (latín para "Ondas de Abalos") es un campo de dunas en Marte en la periferia de Planum Boreum, el polo norte marciano. Es uno de los campos de dunas circumpolares del norte oficialmente nombrados, junto con Olympia Undae, Hyperboreae Undae y Siton Undae, y también uno de los más densos de la región. Su límite más septentrional se encuentra en el canal suroeste que separa la formación Abalos Colles del casquete polar principal, y desde allí el campo de dunas se extiende hacia el suroeste hasta las tierras bajas de Vastitas Borealis.
Se teoriza que las dunas del campo de Abalos pueden haber resultado de la erosión de Rupes Tenuis (latín: Acantilado delgado), el escarpe polar. Su nombre fue aprobado por la Unión Astronómica Internacional en 1988. Se extiende desde la latitud 74.94°N a 82.2°N y desde la longitud 261.4°E a 283.03°E (76.97°W – 98.6°W). Su origen se ubica en el albedo clásico con coordenadas 72°N, 70°W y tiene un diámetro de 442.74 km.

## Imágenes tomadas por HiRISE y THEMIS

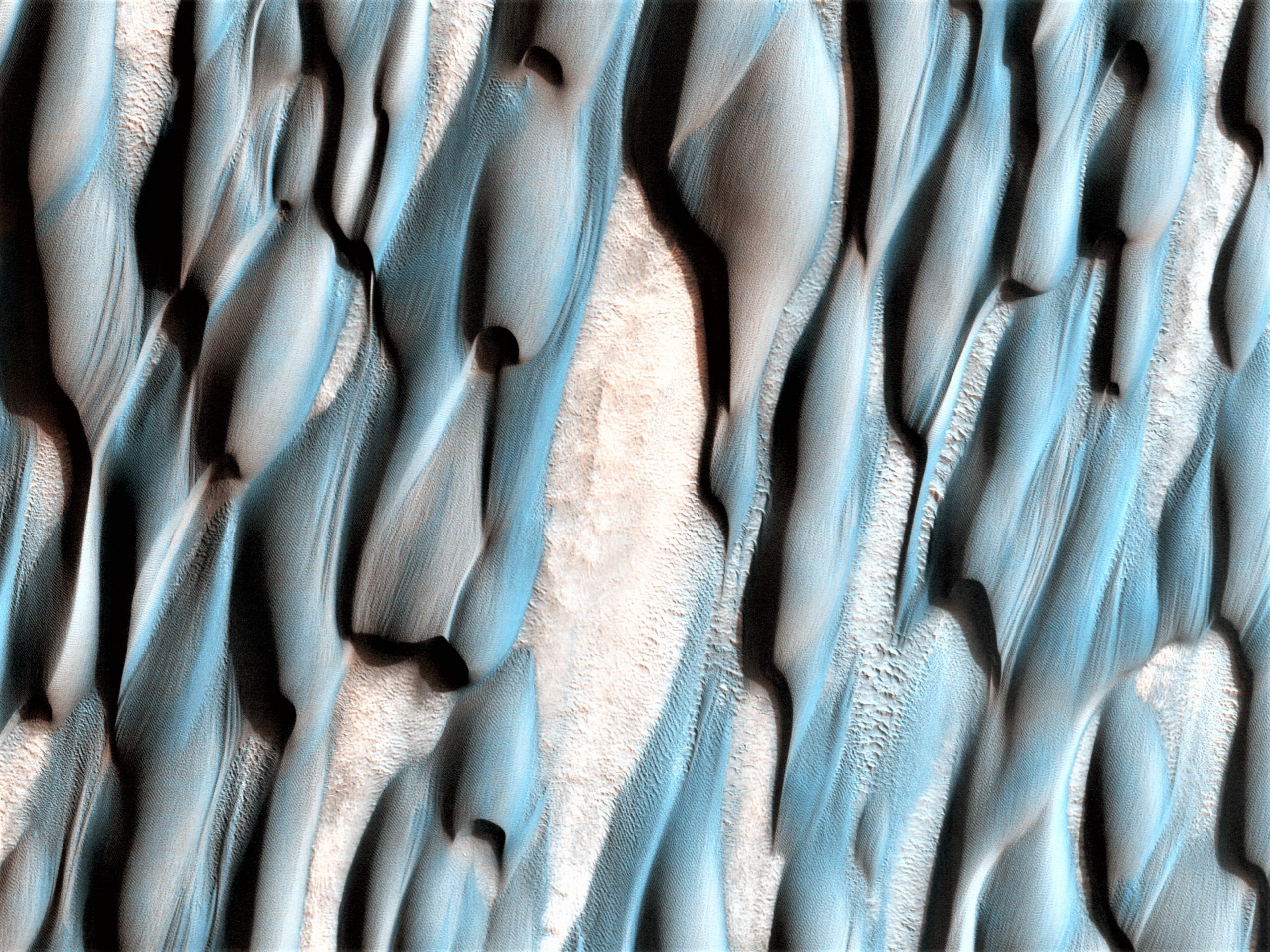
Dunas en Abalos Undae. Las áreas azules indican la presencia de dunas de origen basáltico, mientras que las áreas de color claro probablemente sean polvo.
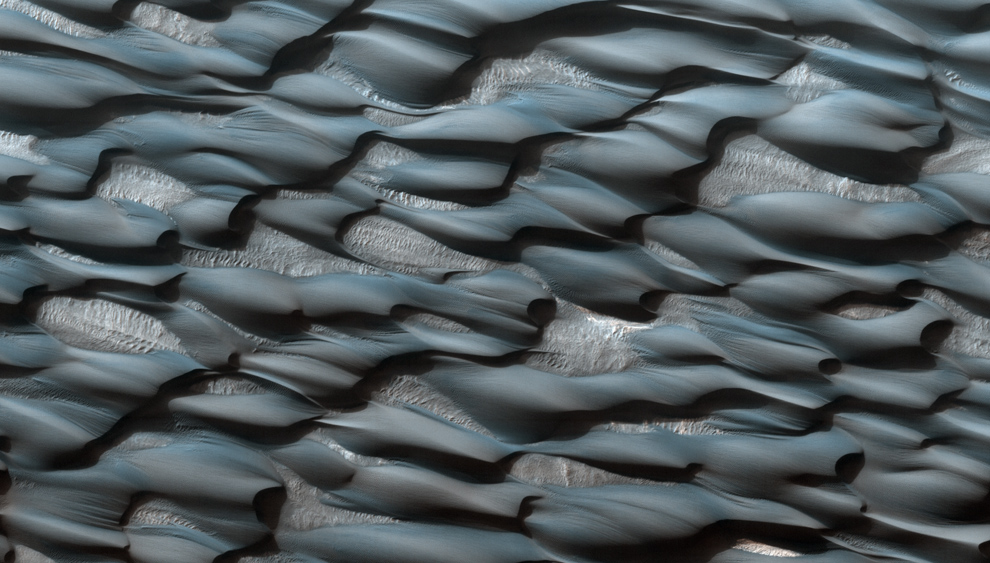
Dunas en Abalos Undae
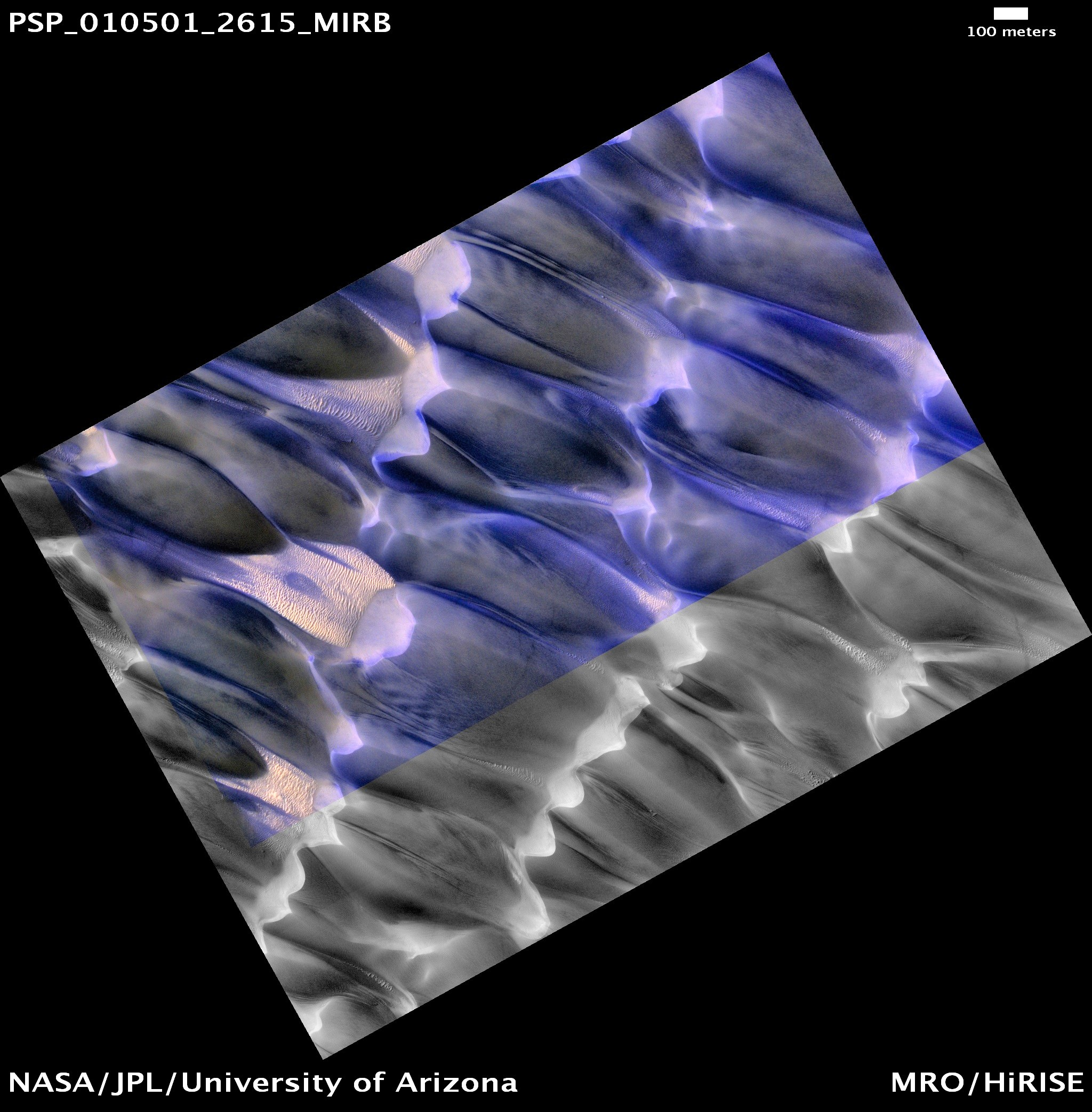
Las dunas de Abalos Undae con depósitos de yeso mapa-proyectado en color IRB con escala
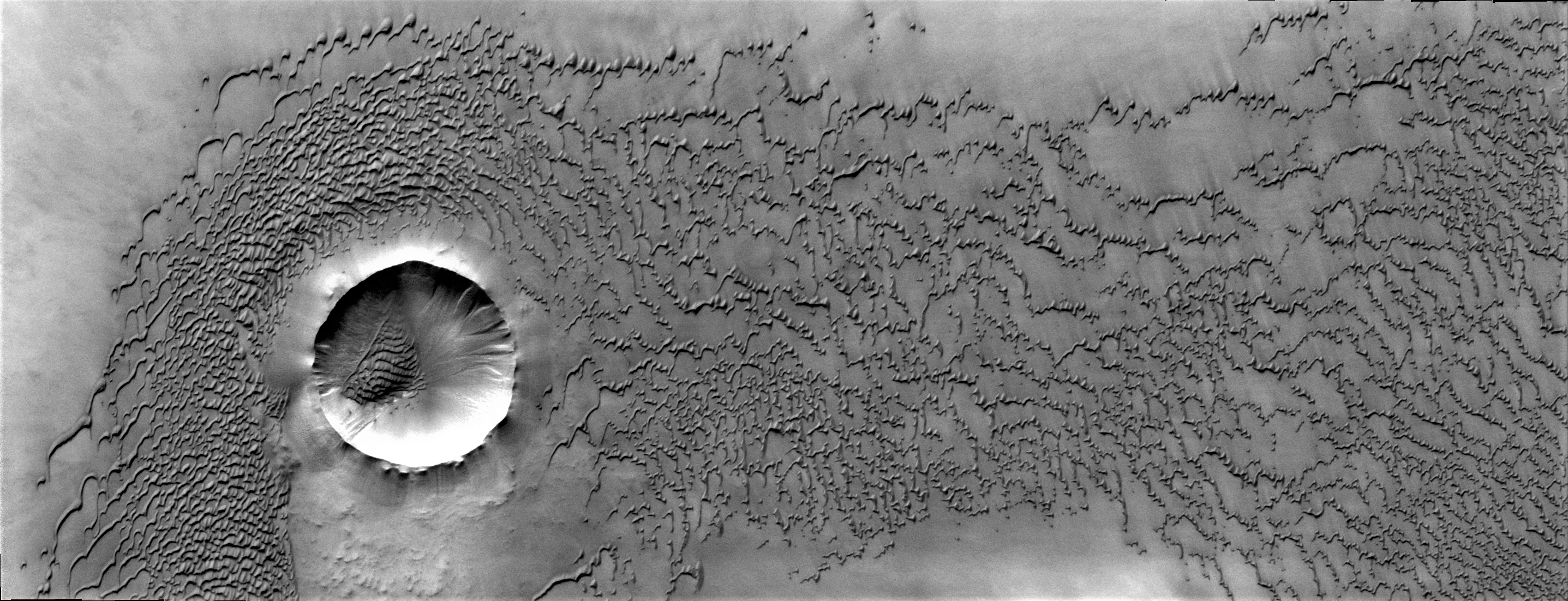
Dunas y cráter de Abalos Undae
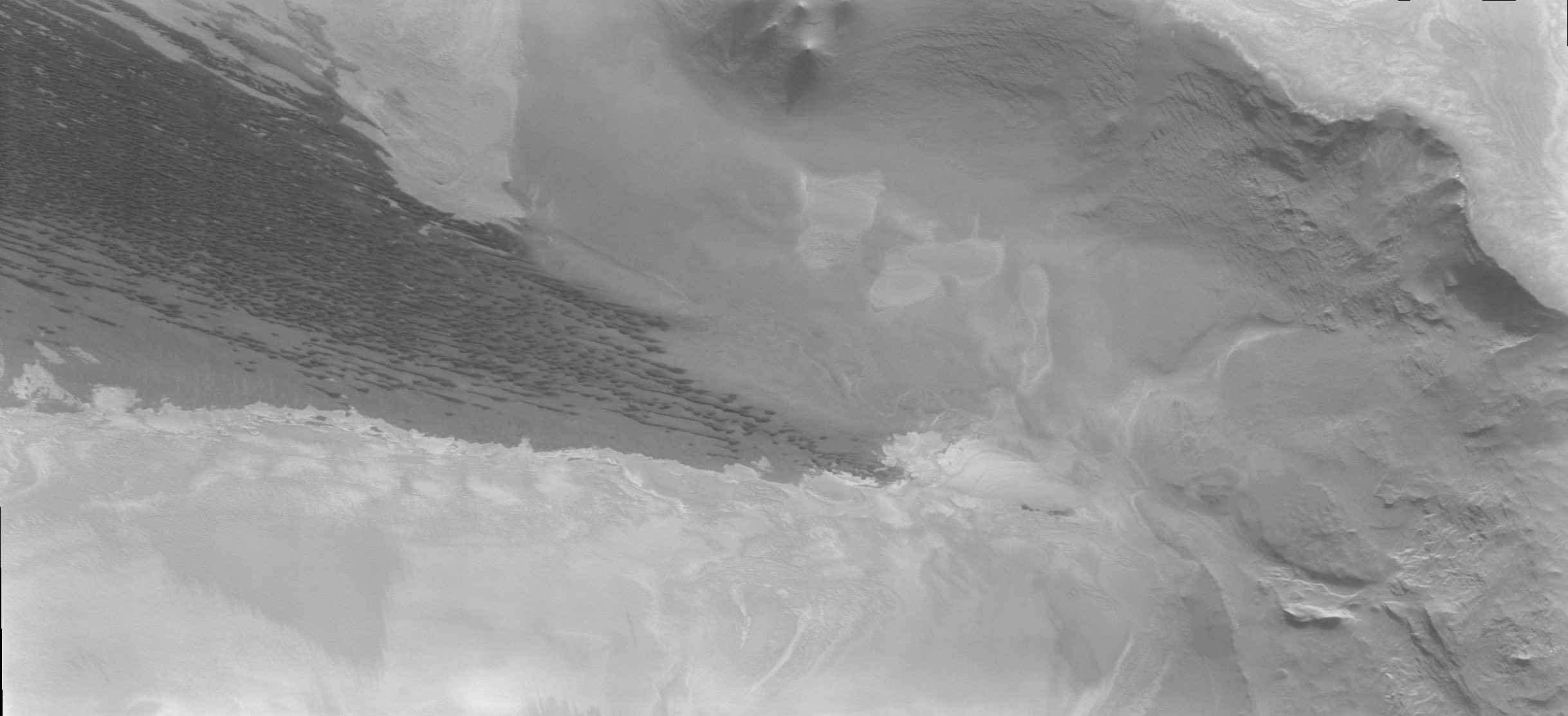
El borde de las dunas oscuras de Abalos Undae se muestra justo debajo de la escarpa y el casquete polar.